# バンジャマン・ベルナイム
バンジャマン・ベルナイム（Benjamin Bernheim, 1985年6月9日 - ）は、フランスのテノール歌手である。イタリアやフランスのオペラの役を得意としている。フランスの作品は特に大切にしているが、英語やドイツ語も堪能である。
Bernheimは元来ドイツ系の姓で、ドイツ語では「ベルンハイム」と読まれる。初来日は2009年、リヨン歌劇場日本公演『ウェルテル』でシュミット役を演じた。その時の表記は「バンジャマン・ベルネーム」であった。
2025年1月に初の単独ソロコンサートを日本で開催する。

## 学歴
バンジャマン・ベルナイムはパリで生まれ、ジュネーヴで育ち、ヴァイオリンとピアノを学ぶ。10歳で地元のコンセルヴァトワールに入学し、歌のレッスンを開始する。18歳で、現在はHEMUと呼ばれるローザンヌ高等音楽院に入学する。ガリー・マグビーに師事した後、2008/2009年シーズンのチューリッヒ歌劇場のオペラ・スタジオに入団を許可される。

## キャリア
ベルナイムは2010年にチューリッヒ歌劇場に入団し、様々な役を演じる。マーク＝アンドレ・ダルバヴィ作『ジェズアルド』の世界初演でエマニュエル役をこなす。2012年には、ザルツブルク音楽祭にデビューし、ヴォルフガング・アマデウス・モーツァルトの『羊飼いの王様』のアジェーノレを、ウィリアム・クリスティ指揮のもとコンサート形式で歌う。2012年から2015年にかけては多くのレパートリーを歌いこなす飛躍の年となった。『オテロ』のカッシオ、『サロメ』のナラボート、『カプレーティとモンテッキ』のテバルド、『アラベラ』のマッテオ、『魔笛』のタミーノ、『クレオパトラ』のスパコス、そして『フィエラブラス』のエギンハルトがある。ボルドー国立歌劇場にもデビューし、ドレスデンのゼンパー・オーパー、そして春と夏のザルツブルク音楽祭にも頻繁に出演する。 
2015/2016年のシーズンは、ヨーロッパとアメリカ合衆国の主要なオペラハウスに主役として出演することが増え、ベルナイムのキャリアのターニングポイントとなる。レパートリーは豊富で、『ラ・ボエーム』のロドルフォ、『マノン』のデ・グリュー、『椿姫』のアルフレード、『ファウスト』のタイトルロール、『愛の妙薬』のネモリーノ、ヴェルディの『レクイエム』、プッチーニの『ミサ曲』、『エフゲニー・オネーギン』のレンスキー。現在は、チューリッヒ歌劇場やシカゴ・リリック・オペラ、ロンドンのロイヤル・オペラ・ハウス、ベルリン・ドイツ・オペラ、ゼンパー・オーパー、ウィーン国立歌劇場、パリ・オペラ座、シャンゼリゼ劇場、ボルドー国立歌劇場、ミラノのスカラ座など主要なオペラハウスに招待され、春と夏のザルツブルク音楽祭にも常連である。
2019／2020年のシーズンも、バイエルン国立歌劇場で『リゴレット』のマントヴァ公爵役でデビューし、『ラ・ボエーム』のロドルフォをベルリン・ドイツ・オペラ、パリ・オペラ座とバイエルン国立歌劇場で演じる。得意な役として、『椿姫』のアルフレードをウィーン国立歌劇場、ベルリン国立歌劇場とパリ・オペラ座で、『マノン』のデ・グリュー（新プロダクション）をパリ・オペラ座で歌った。リサイタルも予定されており、ボルドー国立歌劇場、ラ・グランジュ・オ・ラックとチューリッヒ歌劇場に出演した。2022年11月には『リゴレット』のマントヴァ公爵役でメトロポリタン歌劇場に初出演を果たす。 
レコードレーベルのドイツ・グラモフォンと契約を結び、2019年11月8日に初アルバムをリリースした。
2024年8月にはパリ・オリンピックの閉会式で歌い、オペラ・ファン以外にも広く知られる存在になる。
2024年10月、「2024 International Opera Award」においてBest male Singerに選出された。

## 録音
- Benjamin Bernheim (debut album), 2019, Deutsche Grammophon, the PKF - Prague Philharmonia, conducted by エマニュエル・ヴィヨーム（英語版）.
- Faust by Gounod, 2019, singing the role of Faust, Bru Zane, Théâtre des Champs-Élysées with LES TALENS LYRIQUES conducted by Christophe Rousset.
- Œdipus rex by Igor Stravinsky, 2014 (DVD) singing the role of Berger. Théâtre des Champs-Élysées with the Orchestre national de France conducted by Daniele Gatti. CLC Production
- Fierrabras by Franz Schubert, 2014 (DVD) singing the role of Eginhard. Salzburger Festspiele production, conducted by Ingo Metzmacher, and directed by Peter Stein. Unitel Classica
- Capuleti e i Montecchi by Vincenzo Bellini, 2015 (DVD) singing the role of Tebaldo at the Opernhaus Zürich conducted by Fabio Luisi and directed by Christof Loy. Accentus Music
- Otello by Giuseppe Verdi, 2016 (DVD) singing the role of Cassio in a production at the Salzburger Osterfestspiele, conducted by Christian Thielemann, directed by Vincent Boussard. Unitel
- Manon Lescaut by Giacomo Puccini, 2016, singing the role of Edmondo conducted by Marco Armiliato, Deutsche Grammophon